# Милоски стенен гущер
Милоските стенни гущери (Podarcis milensis) са вид влечуги от семейство Гущерови (Lacertidae).
Разпространени са на няколко острова в Егейско море.
Таксонът е описан за пръв път от руския зоолог Яков Бедряга през 1882 година.